# Johnny Hallyday et ses fans au festival de rock 'n' roll
Albums par Johnny Hallyday
Hello Johnny (33 tours 25cm)
(1960) Tête à tête avec Johnny Hallyday (33 tours 25cm)
(1961)
Lives par Johnny Hallyday
Johnny à l'Olympia
(1962)
Singles
1. EP Tutti frutti - Knocked out - Depuis qu'ma môme - Oui j'ai
Sortie : 14 avril 1961

Johnny Hallyday et ses fans au festival de rock 'n' roll est le 2e 33 tours 25cm de Johnny Hallyday, il sort le 5 avril 1961.

## Histoire
Considéré comme le premier enregistrement public du chanteur, ce disque n'est pourtant pas ce qu'il semble être. En effet, ce live n'en est pas véritablement un. La prestation d'Hallyday (qui fut bien réelle et en direct au Palais des sports de Paris le 24 février 1961, à l'occasion du Premier festival international de rock), a été pour des raisons techniques enregistrée préalablement en studio et seules les manifestations du public sont (sans qu'il soit possible d'indiquer avec exactitude leurs provenances), enregistrées en direct, pour être ensuite ajoutées aux chansons enregistrées.
À propos du disque Daniel Lesueur écrit qu'il est « tout à fait vraisemblable qu'il soit le tout premier album live de rock au monde ! [...] Il est aussi le premier... faux live de l'histoire du rock ! » (oubliant ou ignorant qu'il fut précédé en 1960 par la sortie posthume de l'album enregistré en public de Ritchie Valens Ritchie Valens In Concert at Pacoima Jr. High (en)).

## Autour de l'album
- Référence originale : Vogue LD 543[4]

- Le même mois que l'album, donc en avril 1961, un Super 45 tours en est extrait :
  - Tutti frutti - Knocked Out (Laisse les filles en anglais) - Depuis qu'ma môme - Oui j'ai.
  - Référence : Vogue EPL 7860[5] (le second titre ne figure pas sur le 33 tours).

- En 1983, les huit premiers titres de l'album sont réédités tels quels, au format Maxi 45 tours (et non plus en 33 tours 25cm)[6].
  - Référence : Vogue 310972[7]

- La réédition CD de 2003 contient neuf titres, soit l'intégrale du récital ; le neuvième titre Knocked Out est tout autant en « faux live » que les précédents[8].
  - Référence : Vogue/BMG 82876522302

- En 2012, sort le double CD Festival Mondial de Rock'n'Roll 1961 (Culture Factory UK JM. 12.0505), qui restitue dans son intégralité le programme du festival international de rock'n'roll, avec Little Tony, Emile Ford & The Checkmates, les Chaussettes noires, Frankie Jordan, Bobby Rydell et Johnny Hallyday[9].

- Johnny Hallyday chante à nouveau au Palais des sports de Paris en 1967, à l'occasion d'un Musicorama d'Europe N°1[10]. Un album enregistré en public est gravé : Johnny au Palais des sports[11]. Avec son sous titre « Johnny et ses fans au Palais des Sports 67 »[12], le verso de la pochette est une allusion directe au 33 tours 25cm de 1961[6].

## Titres
- Le titre 9 n'est pas inclus dans l'édition originale de 1961.

| 1. | Depuis qu'ma môme                          | Jil et Jan                   | Johnny Hallyday             | 3:06 |
| 2. | Oui j'ai                                   | Jil et Jan                   | Johnny Hallyday             | 3:02 |
| 3. | Bien trop timide                           | Jil et Jan                   | Johnny Hallyday             | 3:16 |
| 4. | Souvenirs, souvenirs (Souvenirs)           | Fernand Bonifay (adaptation) | Cy Coben                    | 2:20 |
| 5. | Kili watch (Kili watch)                    | Jil et Jan (adaptation)      | Gus Derse                   | 2:35 |
| 6. | Oui mon cher (I Want That)                 | G. Kelly (adaptation)        | Ben Weisman, Edna Lewis     | 2:34 |
| 7. | Une boum chez John                         | Gisèle Vesta                 | André Borly                 | 2:26 |
| 8. | Tutti frutti                               | Dorothy LaBostrie, J. Lubin  | Richard Penniman            | 2:54 |
| 9. | Knocked out (Laisse les filles en anglais) | ? (adaptation)               | Jil et Jan, Johnny Hallyday | 2:13 |

## Musiciens
Source pour l'ensemble de la section :
- Jean-Pierre Martin : guitare
- Alf Masselier : contrebasse
- Teddy Martin : batterie
- Georges Grenu (de) : saxophone

## Classements hebdomadaires
| Classement (2003) | Meilleure position |
| ----------------- | ------------------ |
| France (SNEP)     | 61                 |